# Factor de crecimiento insulínico

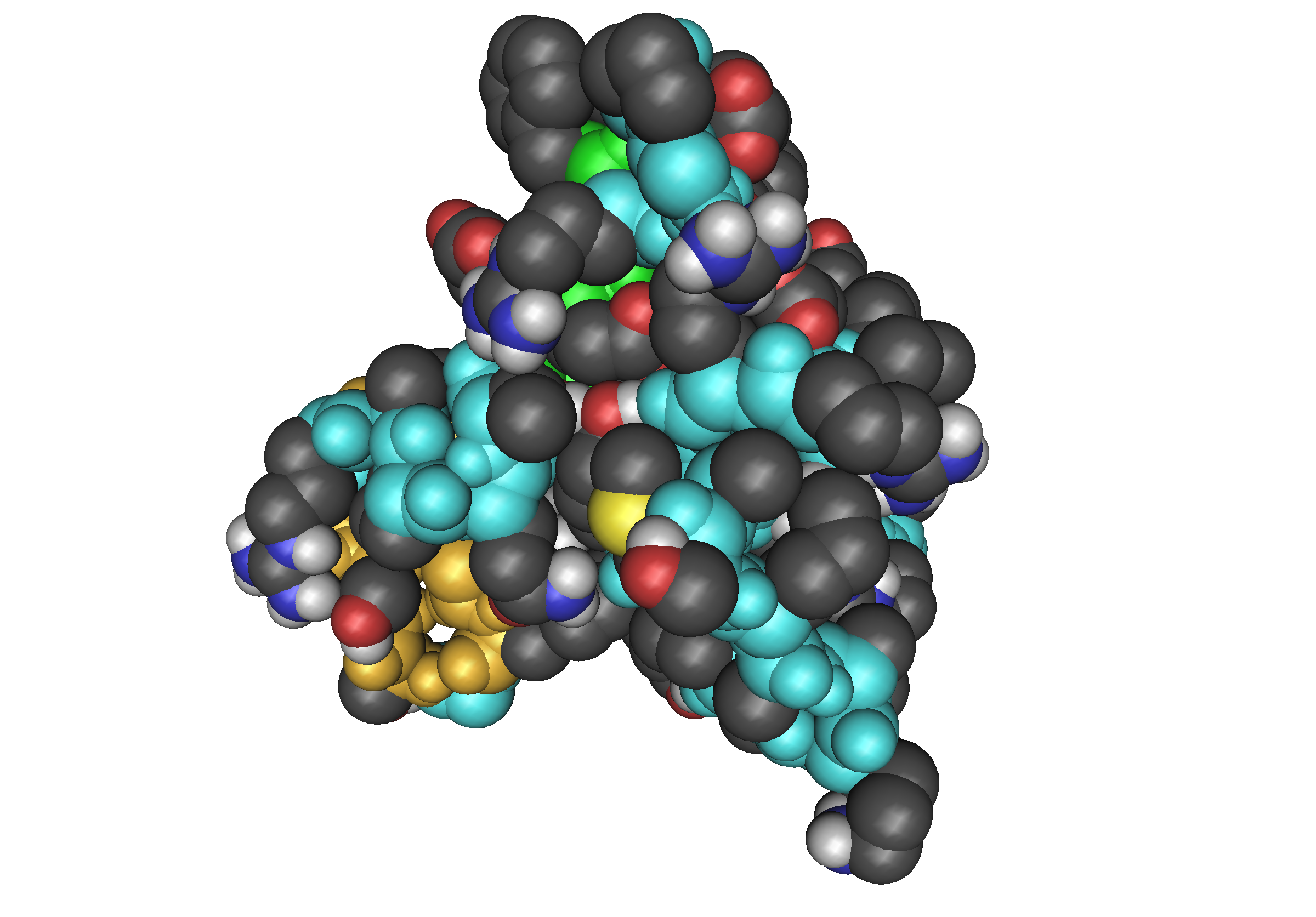
ILGF

Los factores de crecimiento insulínico (IGFs) son proteínas con una alta similitud de secuencia con la insulina. Los IGFs son parte de un sistema complejo que las células usan para comunicarse con su entorno fisiológico. Este sistema complejo (comúnmente referido como "eje" IGF) consiste de dos receptores de superficiales (IGF1R y IGF2R), dos ligandos (IGF-1 y IGF-2), y una familia de seis proteínas transportadoras (IGFBP 1-6) de alta afinidad, como también enzimas degradantes de (IGFBP), denominadas colectivamente como proteasas.

## Eje IGF-1/GH
El "eje" IGF también suele llamarse Eje Hormona del Crecimiento/IGF-1. El factor de crecimiento insulínico 1 (IGF-1) se secreta principalmente en el hígado, como resultado de la estimulación de la hormona del crecimiento (GH). El IGF-1 es importante para la regulación de la fisiología normal, así como también de varios estados patológicos, incluido el cáncer. Se ha demostrado que el eje IGF tiene un papel en la promoción de la proliferación celular y en la inhibición de la muerte celular (apoptosis). Se piensa que el factor de crecimiento insulínico 2 (IGF-2) es un factor de crecimiento primario requerido para el desarrollo temprano, mientras que la expresión de IGF-1 es necesario para lograr el máximo crecimiento. Estudios de bloqueo de genes en ratones han confirmado lo anterior, aunque es probable que otros animales regulen la expresión de estos genes de manera distinta. Si bien el IGF-2 podría tener acciones principalmente fetales, también es esencial para el desarrollo y funcionamiento de órganos como el cerebro, el hígado y el riñón.
Se sabe que varios factores provocan variaciones en los niveles de GH e IGF-1 en la circulación, entre ellos: la composición genética, la hora del día, la edad, el sexo, el ejercicio, los niveles de estrés, el nivel de nutrición, el índice de masa corporal (IMC), el estado de salud (las enfermedades), el origen étnico, los estrógenos y el consumo de xenobióticos.[cita requerida]
El IGF-1 está involucrado en la regulación del desarrollo neuronal, lo cual incluye la neurogénesis, la mielinización, la sinaptogénesis, la ramificación dendrítica y la neuroprotección después de un daño neuronal. En los niños, los niveles altos de IGF-I suelen vincularse con un mayor CI.
El IGF-1 forma el desarrollo de la cóclea a través del control de la apoptosis. Su déficit podría causar pérdida de audición. Los niveles séricos de IGF-1 también parecen explicar una correlación entre la baja estatura y una disminución en la habilidad auditiva, particularmente alrededor de los 3-5 años de edad y a los 18 años de edad (a fines de la pubertad).

## Receptores de IGF
Se sabe que los IGFs se unen al receptor de IGF-1, al receptor de insulina, al receptor de IGF-2, al receptor relacionado con la insulina y posiblemente otros receptores. El receptor de IGF-1 es el receptor "fisiológico" —el IGF-1 se une a este receptor a una afinidad significativamente más alta que la afinidad que se une al receptor de insulina—. Al igual que el receptor de insulina, el receptor de IGF-1 es un receptor tirosina quinasa - significando que señalizan causando la adición de una molécula de fosfato en ciertas tirosinas. El receptor de IGF-2 se une exclusivamente al IGF-2 y actúa como un "receptor de eliminación" —no activa ninguna ruta de señalización intracelular, funcionando sólo como un agente de secuestro y previniendo la señalización del IGF-2—.

## Órganos y tejidos afectados por el IGF-1
Debido a que muchos tipos distintos de tejidos expresan el receptor de IGF-1, los efectos del IGF-1 son diversos. El IGF-1 actúa como un factor neurotrófico, induciendo la sobrevivencia de las neuronas. Causa la hipertrofia del músculo esquelético induciendo la biosíntesis proteica y bloqueando la atrofia muscular. Protege el cartílago, y está asociado con la activación de los osteocitos, y por ello podría ser un factor anabólico para los huesos. Debido a que a altas concentraciones el IGF-1 es capaz de activar el receptor de insulina, este también puede complementar los efectos de la insulina.

## Proteínas fijadoras/transportadoras de IGF
El IGF-1 y IGF-2 son regulados por una familia de proteínas conocidas como proteínas fijadoras de IGF (IGFBPs). Estas proteínas ayudan a modular las acciones de los IGFs de maneras complejas que involucran la inhibición de las acciones de IGF al prevenir su unión con el receptor de IGF-1 como también la promoción de las acciones de estos posiblemente ayudando en el suministro de IGF-1 a los receptores e incrementado la vida media de los IGFs. Actualmente, hay 6 proteínas fijadoras de IGF caracterizadas (IGFBP1-6). En la actualidad hay datos significativos que sugieren que las IGFBPs juegan roles importantes además de su capacidad para regular IGFs.

## Enfermedades afectadas por el IGF
Estudios muestran que el eje Insulina/IGF juega un rol importante en el envejecimiento. Los nematodos, la mosca de la fruta y otros organismos tienen una mayor longitud de vida cuando el gen equivalente a la insulina mamífera es bloqueado. Sin embargo, es difícil relacionar este descubrimiento a los mamíferos, porque en los organismos pequeños hay muchos genes (al menos 37 en los nematodos) que son "insulínicos" o "parecidos al IGF-1", mientras que en los mamíferos existen 7 (insulina, IGFs, relaxinas, EPIL, y factor parecido a la relaxina) y aparentemente tienen roles distintos con algo pero poca diafonía. Por otra parte, los organismo más simples típicamente tienen menos receptores (se conoce sólo 1 en los nematodos) y los roles de las otras insulinas es desconocido. Además, estos animales no tienen órganos especializados (islotes pancreáticos), que sintetizan  la insulina en respuesta a la homeostasis de glucosa. Por lo tanto existe la pregunta si bien es la IGF-1 o la insulina la que podría estar perturbando el envejecimiento en los mamíferos, aunque hay fuertes sugerencias que el fenómeno de la restricción dietética está relacionado.
Otros estudios están empezando a descubrir los roles importantes que los IGFs juegan en las enfermedades como el cáncer o diabetes, mostrando por ejemplo que el IGF-1 estimula el crecimiento de las células cancerígenas de próstata y mama. Los investigadores no están completamente de acuerdo en el grado de riesgo de cáncer que el IGF-1 posee.